# IMSL
IMSL (англ. International Mathematics and Statistics Library, досл. «Міжнародна математична і статистистична бібліотека») — комерційна колекція програмних бібліотек з чисельних методів, функціональність яких реалізується мовами програмування C, Java, C#.NET і Fortran. Інтерфейс Python також доступний.
Бібліотеки IMSL надаються компанією Rogue Wave Software (м. Боулдер, штат Колорадо).

## Функціональність

### Чисельні методи
- Оптимізація, у тому числі:
  - Нелінійне програмування
  - Лінійне програмування
  - Генетичні алгоритми
- Система лінійних рівнянь
- Проблеми власних значень і власних векторів
- Інтерполяція та апроксимація
- Інтегрування і диференціювання
- Диференціальні рівняння, у тому числі:
  - Метод Рунге — Кутти
- Диференціальні рівняння в частинних похідних
- Перетворення (Фур'є, Лапласа тощо)
- Методи розв’язання нелінійних рівнянь
- Спеціальні функції